# A Silver Mt. Zion
The Silver Mt. Zion Memorial Orchestra & Tra-La-La Band (ранее A Silver Mt. Zion, Thee Silver Mt. Zion, The Silver Mt. Zion Memorial Orchestra and Tra-La-La Band with Choir) — канадская пост-рок-группа, проект участников группы Godspeed You! Black Emperor Эфрима Менука, Тьери Амара и Софи Трюдо. Основана в 1998 в Монреале, Квебек. Первое выступление группы в таком составе состоялось 6 марта 1999 года на Musique Fragile.
Стилистически музыку группы принято называть термином пост-рок, однако, сами музыканты не решаются его использовать. Гитарист и вокалист Эфрим Менук отождествляет свою музыку с духом и эстетикой панк-рока.

## Участники

### Нынешний состав
- Бэкки Фун — виолончель
- Эфрим Менук — гитара, клавишные, вокал, звуковые эффекты
- Эрик Крэйвен — ударные, перкуссия
- Ян Илавски — гитара, орган
- Джессика Мосс — скрипка, вокал
- Софи Трюдо — скрипка, вокал
- Тьери Амар — контрабас, бас-гитара

## Дискография

### Студийные альбомы
- 2000 He Has Left Us Alone but Shafts of Light Sometimes Grace the Corner of Our Rooms…
- 2001 Born into Trouble as the Sparks Fly Upward
- 2003 "This Is Our Punk-Rock," Thee Rusted Satellites Gather + Sing,
- 2005 Horses in the Sky
- 2008 13 Blues for Thirteen Moons
- 2010 Kollaps Tradixionales
- 2014 Fuck Off Get Free We Pour Light On Everything

### Мини-альбомы
- 2004 The "Pretty Little Lightning Paw" E.P.
- 2012 "The West Will Rise Again" E.P.

### Компиляции
- 2004 Song of the Silent Land, трек «Iron Bridge To Thunder Bay»